# والتر باركس
والتر باركس (بالإنجليزية: Walter F. Parkes)‏ هو منتج أفلام وكاتب سيناريو أمريكي، ولد في 15 أبريل 1951 في بيكرسفيلد في الولايات المتحدة.

## وصلات خارجية
- والتر باركس على موقع IMDb (الإنجليزية)
- والتر باركس على موقع قاعدة بيانات الفيلم (الإنجليزية)